# Carl Schönfeld (Politiker)
Carl Schönfeld (* 1. August 1902 in Breslau; † 18. November 1951 in Salzgitter-Lebenstedt) war ein deutscher Politiker (CDU).
Schönfeld war von Beruf Arbeiter. In der Weimarer Republik war er Mitglied im Zentrum. Seit 1925 war er Gewerkschaftssekretär und Innen- und Außendienst-Bezirksleiter der Christlichen Gewerkschaften Deutschlands. Durch die Auflösung der Gewerkschaften nach der nationalsozialistischen Machtübernahme verlor er seine Anstellung. Von Juni 1933 bis Februar 1934 war er in „Schutzhaft“. Nach seiner Entlassung konnte er aufgrund ihm unterstellter „politischer Unzuverlässigkeit“ bis 1936 keine Anstellung finden, als er als Vertreter der Braunschweigischen Lebensversicherung tätig wurde.
In der Nachkriegszeit war er Landesgeschäftsführer der CDU Niedersachsen. Im Jahr 1946 wurde er zum Mitglied des Braunschweigischen Landtages ernannt und gehörte vom 22. Januar bis zum 30. April 1951 der ersten Legislaturperiode des Niedersächsischen Landtages an.